# VM Motori
VM Motori S.p.A. è un'azienda motoristica italiana sita a Cento, in provincia di Ferrara, operante dal 1947 nel campo dei motori diesel, appartenente a Stellantis.

## Storia

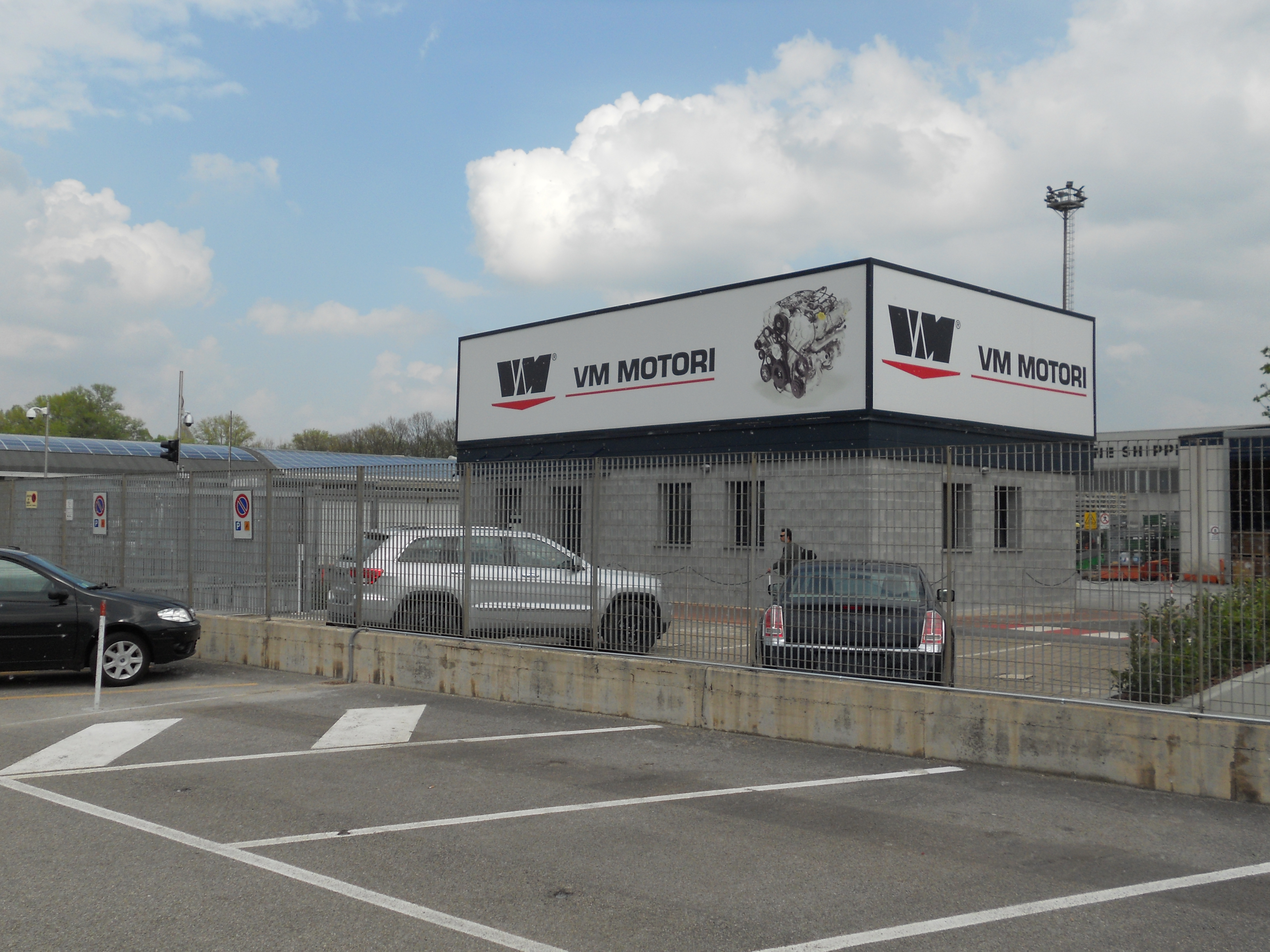
Ingresso degli stabilimenti VM Motori a Cento (FE)

La società nasce a Cento nel 1947 ad opera di due imprenditori locali, Claudio Vancini e Ugo Martelli; dalle iniziali dei loro cognomi deriva la sigla VM.
L'azienda acquisisce fama ed importanza non solo territoriale ma anche nazionale quando qualche tempo dopo la sua fondazione costruisce il primo motore diesel italiano, la cui produzione fuoriesce ben presto dai confini nazionali.
Nel 1970, Stabilimenti Meccanici Triestini, joint venture SNIA-IRI/Finmeccanica per la produzione di macchinari per la creazione di fibre tessili si trova ad affrontare una profonda crisi societaria dovuta alla riduzione delle commesse che SNIA si era trovata ad affidarle, in seguito ad un periodo di grave contrazione del mercato tessile. Per risanare le attività di SMT e riprendere l'operatività aziendale, Finmeccanica acquista il pacchetto di azioni SNIA e, al termine di lunghe trattative con VM Motori, nel 1972 dà il via alla fusione per incorporazione di SMT in VM, originando una nuova società, la Stabilimenti Meccanici VM S.p.A. con stabilimenti, il primo a Cento per la realizzazione di motori industriali e il secondo a Trieste per la realizzazione di motori marini e gruppi elettrogeni. Con tale operazione di fusione l'azienda entrò a far parte del gruppo IRI-Finmeccanica.
Qualche anno dopo, nel 1979, VM Motori presentò al Salone dell'Auto di Francoforte la prima vettura dotata di un motore diesel prodotto nello stabilimento di Cento, ovvero un'Alfa Romeo Alfetta.
Nel 1978 l'EFIM, che nel 1975 aveva assunto il controllo della Ducati cedette la casa motociclistica bolognese alla VM Motori e questo, unito alle difficoltà sul mercato patite dalla Casa per mano delle Case giapponesi (specialmente quello statunitense), videro la Ducati concentrarsi sulla produzione di motori diesel per conto della controllante e a toglier le moto dalla lista delle priorità.
Nel 1979 Finmeccanica diede vita al raggruppamento diesel che affiancava la Ducati alla VM di Cento e di Trieste, la Isotta Fraschini di Bari e di Saronno e il Centro esperienze studi impiego diesel (Cesid). con una produzione motoristica diversificata. Nel 1985 la Ducati venne ceduta alla Cagiva.
Nel 1989 la VM venne privatizzata.
Nel gennaio 1990 a Milano l'azienda presentò un nuovo tipo di motore, il turbotronic, il quale, attraverso l'impiego dell'elettronica nel processo di combustione del motore, fu definito il motore più pulito del mondo. Tale motore per auto, rivoluzionario, grazie alla sovralimentazione e all'impiego dell'elettronica nel controllo del processo di combustione, era in grado di fornire ottime prestazioni in termini di potenza e di meritarsi l'appellativo di “motore diesel più pulito al mondo. Parecchie case automobilistiche nel corso degli anni si sono approvvigionate dalla VM per ottenere propulsori alimentati a gasolio, tutti sovralimentati, con i quali equipaggiare i loro modelli; si possono citare tra gli altri Alfa Romeo, Toyota, Opel, Rover, Chrysler, Jeep, Ford, Dodge e General Motors.
Nel corso degli anni l'assetto societario ha subito molte modifiche passando di mano varie volte:
- nel 1995 Detroit Diesel Corporation (DDC) acquista VM Motori, in quel periodo il 75% del fatturato era rappresentato del settore OEM automobilistico;
- nel 2000 DaimlerChrysler acquista la Detroit Diesel, la società che controllava la VM Motori;
- nel 2003 DaimlerChrysler vende il 51% della VM Motori a Penske Corporation;
- nel 2007 DaimlerChrysler vende il restante 49% della VM Motori a Penske Corporation; successivamente Penske vende il 50% a General Motors.[6]
- nel settembre 2008 GAZ Group ha dichiarato di voler acquisire il 50% dell'azienda nelle mani di Penske Corporation[7] ma, alcuni mesi più tardi, l'accordo non viene perfezionato e, di conseguenza, la compagine azionaria resta invariata con la divisione paritetica tra GM e Penske[8].
- nel giugno 2011, Fiat Powertrain ha acquistato la quota di Penske, divenendo così proprietaria del 50% della VM Motori.
- nell'ottobre 2013, Fiat acquista il rimanente 50% diventando così interamente proprietaria dell'azienda.[1]

## Ambiti produttivi
Grazie allo sviluppo delle nuove tecnologie in campo meccanico e industriale, VM Motori, oltre al settore automobilistico, ha ampliato il proprio raggio d'investimento nella produzione di motori industriali, agricoli, stazionari e marini.

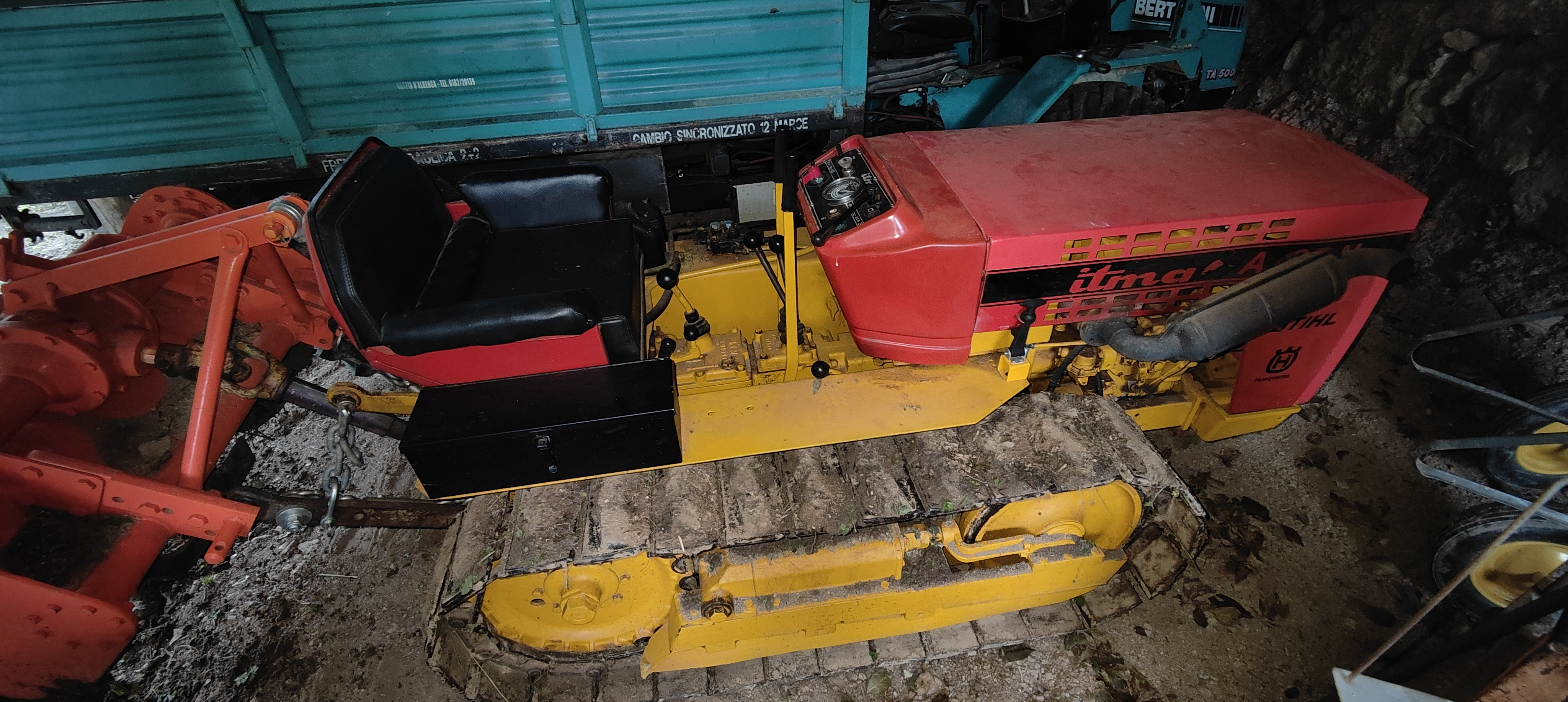
Trattore cingolato ITMA A35 N del 1988 (in collaborazione con Carraro) motore VM 1432cc. 4 tempi, 2 cilindri, 25 kW, 30 CV, raffred. aria 12 V

L'azienda è presente in tutti i paesi del mondo grazie all'appoggio ad altre società del settore o con la produzione di prodotti da parte di terze parti su licenza di VM Motori.
Tra gli altri suoi campi operativi vi è la produzione di motori industriali da due a sei cilindri raffreddati ad aria o a liquido, anche common rail, e motori marini da 4 a 6 cilindri.
Di notevole importanza nella produzione VM i motori marini per uso soprattutto professionale. In specie la VM produsse tra gli anni sessanta e gli anni settanta una serie di motori marini raffreddati ad aria con potenze tra 10 e 120 CV che furono usati per la propulsione di molte barche per la piccola pesca e per la pesca delle vongole, soprattutto lungo i litorali adriatici dove i porti sono pochi e la costa per gran parte è bassa, cosicché le barche dovevano essere alate a terra. Questi motori permettevano il riscaldamento a terra durante le operazioni di varo e non davano alcun problema per il raffreddamento nei bassi fondali, mancando le pompe dell'acqua per il circuito di raffreddamento. Questi motori a regimi moderati, tra i 1800 ed i 2400 g/m, si dimostrarono semplici e robustissimi, sempre di sicuro funzionamento.
Anche i motori marini con raffreddamento indiretto ad acqua con 6 cilindri in linea ed a V con 6,8 e 12 cilindri, dalla potenza variabile di circa 100 CV fino a 400 CV, prodotti in quegli anni si dimostrarono buoni motori per piccoli e medi pescherecci strascico. Complessivamente la VM si guadagnò la fama di una eccellente produttrice di motori per la pesca professionale che una sua pubblicità dell'epoca, definiva "amici dei marinai".

## Motori automobilistici VM
I primi propulsori automobilistici prodotti dalla VM Motori risalgono al 1979, il primo veicolo ad esserne equipaggiato fu l'Alfa Romeo Alfetta, nel cui cofano fu installato un motore 1995 cm³ turbo ad iniezione indiretta, con alesaggio e corsa di 88X82 mm; il rapporto di compressione era 22:1, la potenza di 82 CV DIN a 4300 giri/min e la coppia di 16,5 Kgm DIN a 2300 giri/min. Tale propulsore soddisfaceva la domanda (conseguente alle due crisi petrolifere degli anni settanta) di motorizzazioni più parche nei consumi rispetto ai tradizionali motori a benzina, ma sufficientemente brillanti per soddisfare i gusti dei clienti dello storico marchio. Da allora la VM Motori ha realizzato propulsori per diverse case automobilistiche, tutti caratterizzati dalla presenza del turbocompressore, migliorando sempre più l'efficienza energetica (aumentando le potenze specifiche riducendo nel contempo i consumi) e sviluppando progressivamente le proprie unità grazie all'adozione delle turbine a geometria variabile, le 4 valvole per cilindro e l'iniezione diretta common rail. Da sempre l'azienda ha sviluppato una tecnologia modulare, in cui un'unità cilindri base viene declinata in diversi frazionamenti (3,4,5 o 6 cilindri) per avere un'ampia gamma di cilindrate. Nacquero così, ad esempio, il 5 cilindri 2494 cc che fu installato sull'Alfa Romeo 6, o il 3 cilindri 1779 cm³ dell'Alfa Romeo 33, rispettivamente derivati dal 2 litri dell'Alfetta e dalla sua maggiorazione 2.4 litri successivamente installata sull'Alfa Romeo 90 e 75.
Di seguito viene proposta una carrellata dei motori prodotti dalla VM negli ultimi due decenni, suddividendoli proprio per numero di cilindri.

### Motori VM a 3 cilindri
Il primo motore 3 cilindri ad uso automobilistico della VM è stato il 318 OHV, un 1779 installato sull'Alfa Romeo 33 a partire dal 1986 fino al 1992 e declinato in 2 differenti livelli di potenza: 72 e 84 CV. Derivava dal motore 2.4 4 cilindri ad iniezione indiretta dell'Alfa Romeo 90, Alfa Romeo Alfetta e Alfa Romeo 75 a cui era stato sottratto un cilindro.
Venne poi montato su diversi mezzi agricoli per via della sua compattezza e robustezza.

#### R315 SOHC
Si tratta dell'unico motore VM a tre cilindri per uso automotive non più in produzione, ed è stato destinato unicamente a modelli della sudcoreana Hyundai. È un tre cilindri monoalbero (SOHC) a 4 valvole per cilindro, con cilindrata e iniezione diretta common rail, di 1493 cm³ e prodotto in due livelli di potenza: 82 e 108 CV. Le applicazioni comprendono:
- Hyundai Accent Mk2 1.5 CRDi, solo per il mercato europeo;
- Hyundai Matrix;
- Hyundai Getz.

### Motori VM a 4 cilindri
I motori VM a 4 cilindri sono sei ed annoverano versioni ad iniezione indiretta, diretta e con tecnologia common rail. Anche i tipi di distribuzione variano da una versione all'altra e comprendono configurazioni monoalbero, bialbero ed addirittura a valvole in testa ed asse a camme laterale.

#### 425 OHV
Questa è la versione meno moderna in assoluto tra i 4 cilindri VM, poiché prevede ancora la distribuzione a valvole in testa con iniezione indiretta di gasolio. Questo motore ha una cilindrata di 2499 cc e la sua potenza è compresa tra 101 e 125 CV, e con valori di coppia massima compresi tra 232 e 300 Nm.
È stato criticato aspramente dalla stampa per essere soggetto a corrosione della testata, quest'ultima composta di testate singole separabili. Queste ultime, inoltre, possono essere soggette a rottura a causa dell'eccessivo surriscaldamento del motore.
Particolarità di questo motore è la distribuzione a cascata di ingranaggi invece che a cinghia dentata o a catena.
Le applicazioni di questo motore comprendono:
- Alfa Romeo 155 TD 2.5 (1992- 1998);
- Alfa Romeo 164 (1987-97);
- Chrysler Voyager (1992-2000);
- Dodge Dakota (1999-2000);
- Jeep Cherokee (1994-2001);
- Jeep Grand Cherokee (1995-98);
- Ford Scorpio (1993-97);
- GAZ GAZelle (1996-2000);
- Opel Frontera A 2.5 TDS (1996-98);
- Rover 800 (1990-99);
- Range Rover (1989-92);
- UAZ 3160 (1997-2000).

#### R425 DOHV
Questo motore differisce dal precedente unicamente per l'adozione dell'iniezione diretta di gasolio.

#### R425 DOHC
Questo motore da 2499 cc è invece decisamente più moderno rispetto alle equivalenti unità VM che l'hanno preceduto: monta infatti la distribuzione bialbero a 4 valvole per cilindro e la tecnologia common rail.
In genere la potenza massima è compresa tra 118 e 141 CV a 4000 giri/min, con un picco di coppia compreso fra 300 e 340 N·m a 2000 giri/min.
Questo motore è stato montato su:
- Chrysler Voyager (2001-07) versione con cambio manuale;
- Jeep Cherokee (2002-04);
- LDV Maxus

Una variante di questo motore, depotenziata a 100 CV, equipaggia dal 2006 al 2009 i taxi londinesi LTI TX4.

#### RA420 SOHC
Questo è il 4 cilindri VM di cilindrata più ridotta. Costruito su licenza in Corea del Sud. Le sue principali caratteristiche tecniche sono descritte di seguito:
- alesaggio e corsa: 83X92 mm;
- cilindrata: 1991 cc;
- distribuzione: un asse a camme in testa con 4 valvole per cilindro;
- livelli di potenza massima: 111, 121, 126 e 150 CV;
- livelli di coppia massima: 210, 250, 295 e 320 N·m.

Questo motore è stato montato su:
- Chevrolet Cruze;
- Daewoo Lacetti;
- Daewoo Tosca;
- Daewoo Windstorm/Opel Antara/Chevrolet Captiva;
- Hyundai Elantra;
- Hyundai Santa Fe;
- Hyundai Trajet;
- Kia Sportage.

#### R428 DOHC
Questa motorizzazione è derivata direttamente dal motore R425 DOHC, la cui cilindrata è stata incrementata a 2776 cc. Tre sono i livelli di potenza massima, e cioè 127, 148 e 163 CV, così come tre sono anche i livelli di coppia massima, rispettivamente pari a 250, 340 e 400 N·m.
Tre sono anche le applicazioni di tale motore, le quali, rispettando l'ordine delle sue tre varianti, sono:
- BMC Megastar (dal 2004);
- Chrysler Voyager (2001-07) versione con cambio automatico;
- Jeep Cherokee (dal 2005).

#### RA428 DOHC
Questa motorizzazione è l'evoluzione del motore 2.8L già installato su Chrysler Voyager e Jeep Cherokee. La cilindrata è di 2776 cc. Il livello di potenza massima è stato portato a 177 CV. La coppia raggiunge 460 N·m a 1800 giri. Caratteristiche principali del nuovo motore sono il sistema di iniezione common rail con iniettori piezoelettrici e turbo a geometria variabile con attuatore elettrico.
La applicazioni di tale motore già disponibili sul mercato sono:
- Jeep Wrangler (dal 2007);
- Dodge Nitro (dal 2007);
- Jeep Cherokee (dal 2008);
- Chrysler Grand Voyager (dal 2008);

#### A428
Con la sigla A428 viene denominata la versione Euro 5 del motore 4 cilindri 2.8L. La potenza massima è stata incrementata a 200 CV mentre la coppia può raggiungere i 500 Nm a 1800 giri. Il sistema di iniezione è di tipo common rail con iniettori piezoelettrici e una pressione massima di 1800 bar. Le modifiche principali hanno riguardato il sistema EGR (Exhaust Gas Recirculation) per l'abbattimento delle emissioni nocive e il collettore di aspirazione ora dotato di condotti regolati da valvole a farfalla per il miglioramento del processo di combustione.
Le applicazioni di tale motore già disponibili sul mercato sono:
- "Jeep Wrangler" (dal 2011);
- "Jeep Cherokee" (da fine 2010);
- "Lancia Voyager" (dal 2012);

### Motori VM a 5 cilindri
Il primo motore VM ad uso automobilistico avente questo tipo di frazionamento è stato il 2494 cc da 105 CV e 206 N·m di coppia massima a 2400 giri installato nel 1983 sull'Alfa Romeo Alfa 6 2.5 Turbodiesel R5, derivato dal coevo 4 cilindri 1995 cc già installato su Alfetta e Giulietta aggiungendoci un cilindro. Va segnalato che un anno dopo la commercializzazione di questo propulsore, la VM commercializzò il 4 cilindri 2393 installato sull'Alfa 90, più potente (110 CV) e parco rispetto al 5 cilindri. Con l'uscita di scena dell'Alfa 6 nel 1987, non furono più commercializzate altre unità a 5 cilindri fino al 1999. (Toyota land cruiser BJ73 motore VM66A 5 cilindri anni 87-88). Attualmente nessuna automobile in commercio adotta un motore VM a 5 cilindri.

#### 531 OHV
Essenzialmente si tratta di un motore 425 OHV dotato di un cilindro supplementare: la cilindrata cresce così a 3125 cc, con una potenza massima di 138 CV e 340 N·m di coppia massima. È stato montato sulle Jeep Grand Cherokee prodotte tra il 1999 ed il 2001.
Analogamente al 4 cilindri da 2.5 litri da cui deriva, è esistita anche una variante ad iniezione diretta (R 531 DOHV).

### Motori VM a 6 cilindri
Quattro sono i motori VM a 6 cilindri, la maggior parte dei quali deriva direttamente da alcuni dei motori VM già visti.

#### 638 OHV
Se il motore 531 OHV nasce aggiungendo un cilindro al motore 425 OHV, il motore 638 OHV nasce aggiungendo un cilindro al 531 OHV. La cilindrata raggiunge così 3749 cc. Vengono mantenute le altre principali caratteristiche, come la distribuzione a valvole in testa ed asse a camme laterale e l'iniezione indiretta. I tre livelli di potenza sono di 116, 135 e 148 CV, con punte di coppia che vanno da 320 a 400 N·m.
Questo motore ha trovato applicazione su:
- Asia Combi (1995-99);
- Bucher Guyer Duro (1995-2000);
- autocarri Bering (1999).

#### R638 OHV
Questo motore è la variante ad iniezione diretta del propulsore appena illustrato.

#### D642 OHV
Questo motore deriva dall'unità 638 OHV, del quale costituisce una versione maggiorata. La cilindrata sale a 4164 cc. Si tratta in assoluto del primo motore VM ad iniezione diretta. La potenza massima è di 158 CV con una coppia massima di 400 N·m. È stato montato sui Bucher-Guyer Duro prodotti tra il 2001 ed il 2002.

#### A630 DOHC (FPT Multijet II)

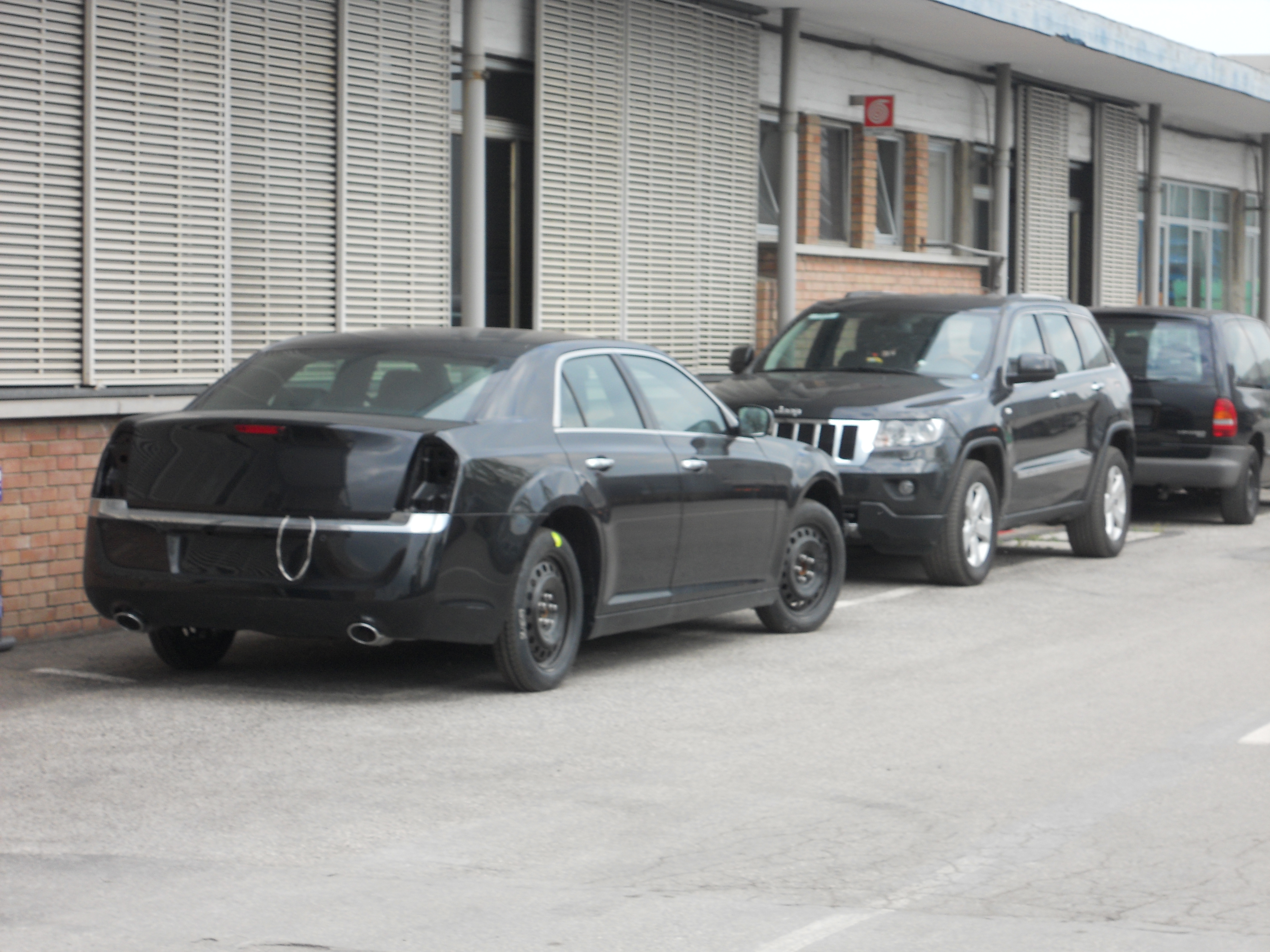
Un prototipo per test di una Lancia Thema (2011) e di una Jeep Grand Cherokee presso la VM Motori di Cento, utilizzati per testare il nuovo V6 A630 DOHC della VM installato in questi due modelli di veicolo

Questo motore, avente la medesima cilindrata unitaria (e quindi alesaggio e corsa) del RA420 SOHC e del R315 SOHC, si distacca dalle precedenti tre unità motrici a 6 cilindri.
È l'unico ad adottare un'architettura V6 (con angolo di 60 gradi tra le bancate), che ne riduce l'ingombro longitudinale rispetto alle unità in linea; ciò né facilita l'installazione anche in spazi ristretti e trasversalmente (in auto a trazione anteriore).
È un motore da 2987 cm³ che rispetta la normativa Euro 5 sulle emissioni inquinanti e che annovera l'iniezione diretta common rail 1800 bar, distribuzione bialbero a 4 valvole per cilindro, turbocompressore a geometria variabile.
Grazie all'acquisizione del 50% della VM Motori da parte di Fiat S.p.A., questo motore verrà dotato di tecnologia Multijet II.
Questo propulsore è utilizzato sul Jeep Grand Cherokee e ne è previsto l'impiego anche in futuri modelli del gruppo Fiat.
Nella versione standard sviluppa una potenza di 241 CV a 4000 giri e una coppia di 550 Nm tra i 1800 e i 2800 giri, mentre sono previste pure due versioni depotenziate da 190 CV. con 440 Nm e 224 CV.
Questo motore trova applicazione su:
- Jeep Grand Cherokee 2012 e 2013 MY
- Lancia Thema

A partire dal 2013 il motore è stato ulteriormente sviluppato per rispettare i limiti Euro 5 + e per ridurre i consumi. Le principali novità' sono il sistema di iniezione a 2000 bar, il turbocompressore raffreddato ad acqua e le candelette ceramiche. In questa configurazione il motore eroga 250 CV e 570 Nm di coppia.
Questo motore trova applicazione su:
- Jeep Grand Cherokee 2014 MY

##### L'elaborazione Maserati
Nel 2013 il motore è stato interessato da una revisione da parte della casa automobilistica italiana Maserati. Il centro sviluppo motori Maserati ha collaborato quindi con i tecnici VM/FPT per realizzare una variante potenziata al 275CV appositamente per essere installato nel modello Ghibli, che lo condivide con la sorella maggiore Quattroporte. Nella Ghibli il motore eroga una potenza di 202 kW ed è dotato di un inedito sistema di sovralimentazione con turbina a geometria variabile volto a migliorare l'efficienza e le prestazioni del motore e ridurre sensibilmente i rumori di combustione. Tuttavia, in Italia, per la normativa "superbollo" viene venduto nella versione depotenziata a 250CV. Questo motore trova applicazione unicamente su:
- Maserati Ghibli (2013)[12]
- Maserati Quattroporte (2013)
- Maserati Levante

#### A630T
Nel 2014 è stato lanciato per il solo mercato Americano questa motorizzazione v6, di 2987 cm³ capace è di 241 cv a 4000 giri/min. Il basamento è a pezzo singolo l'assemblaggio (il cui peso totale è di 35 kg) conserva il motore e il fondo del blocco in lega ed è tenuto assieme da 6 viti da 12 mm per ogni principale cuscinetto. Il motore è fabbricato in ferro compacted-grafite colato con 4 viti da 14 mm a cilindro. La testata è formata da fusioni in alluminio con 4 valvole per cilindro. L'albero a camme è di tipo 4140 forgiato in acciaio. Dotato di tecnologia DOHC, la valvola di aspirazione misura 28.5 mm, mentre la valvola di scarico misura 25.4 mm. È dotato di iniezione common-rail Bosch con iniettori a solenoide, turbocompressore a geometria variabile a controllo elettronico con raffreddamento ad acqua. Con cilindri disposti a 60° con alesaggio e corsa di 83mm x 92 mm, che con un rapporto di compressione 16,5:1 garantisce una coppia di 550 nm a 2000 giri/min.
Il motore rispetta le norme antiquinamento euro 6 grazie anche all'utilizzo del cambio automatico ZF 8 rapporti. Questo motore trova unicamente applicazione su:
- Ram 1500